# Argyractoides gontranalis
Argyractoides gontranalis là một loài bướm đêm trong họ Crambidae.